# Polana concinna
Polana concinna är en insektsart som beskrevs av Carl Stål 1862. Polana concinna ingår i släktet Polana och familjen dvärgstritar. Inga underarter finns listade i Catalogue of Life.